# Monika Hauser
Monika Hauser (Thal, 24 de mayo de 1959) es una ginecóloga y humanitaria italiana nacida en Suiza. Es la fundadora de Medica Mondiale, una organización internacional de ayuda a los derechos de la mujer.

## Trayectoria
Hauser pasó su juventud en el pueblo suizo de Thal, Saint Gallen, en la Suiza de habla alemana, antes de continuar sus estudios de medicina en Innsbruck, Austria. En 1984, completó su doctorado en medicina en Innsbruck y Bolonia, en 1988 obtuvo su licencia médica alemana y en 1998 completó su especialización en ginecología en el Hospital Universitario de Essen.
Al concluir sus estudios de medicina, Hauser se mudó a Colonia, donde comenzó a trabajar en favor de las mujeres víctimas de la violencia en zonas de guerra. Para ello viajó a Bosnia-Herzegovina, Afganistán, Congo, Liberia e Israel, con la organización Medica Mondiale, que ella misma fundó. En 1993, creó el primer centro de ayuda a las víctimas de violación en Bosnia. Tras sus primeros años sobre el terreno, sufrió un colapso mental en 1995, del que tardó tres meses en recuperarse.
En 1999, Hauser inició el proyecto Medica Mondiale Kosova, que involucró numerosas visitas de proyectos a Albania y Kosovo. En 2000, asumió la dirección operativa de Medica Mondiale.
En 2017, Hauser se unió a Sima Samar, Gino Strada, Ran Goldstein y Denis Mukwege para firmar una carta abierta publicada por The Lancet, en la que pedían al nuevo director general de la Organización Mundial de la Salud, Tedros Adhanom, que se centrara en los problemas sexuales y de género. violencia.

## Reconocimientos
Hauser ha sido reconocida en diversas ocasiones. En 1993 recibió el premio a la "Mujer del Año" de la televisión alemana ARD. En 1994 el Partido Socialdemócrata de Alemania le otorgó el Premio Gustav Heinemann.[cita requerida] En 1996, Hauser rechazó la Orden al Mérito de la República Federal de Alemania en protesta contra la política del gobierno de repatriación forzosa de refugiados bosnios.
El año 2000, la Iglesia Evangélica de Renania le otorgó el Premio Peter Beier.[cita requerida] En 2005, fue nominada al Premio Nobel de la Paz por la organización PeaceWomen Across the Globe, junto con 1000 mujeres En 2008, ganó el Premio Right Livelihood, considerado el premio Nobel alternativo.
En 2011 fue nombrada Europea del año, por los editores europeos de la revista Reader's Digest. En 2012, fue reconocida con el Premio Norte-Sur del Consejo de Europa, junto con Asma Jahangir, por su trabajo con mujeres víctimas de la violencia en zonas de conflicto.  Ese mismo año, fue reconocida con el Premio Estatal de Renania del Norte-Westfalia por su labor humanitaria en regiones en guerra y otras zonas en crisis, otorgado por el Ministro Presidente Hannelore Kraft.
En 2017 obtuvo el Doctorado honorario de la Universidad de San Galo y la Medalla Paracelsus, otorgada por la Asociación Médica Alemana.[cita requerida] En 2019, recibió la Condecoración de Honor del estado del Tirol.